# Ožďany
Ožďany este o comună slovacă, aflată în districtul Rimavská Sobota din regiunea Banská Bystrica. Localitatea se află la altitudinea de 213 m deasupra n.m., se întinde pe o suprafață de 37,17 km2 și în 2017 număra 1.652 de locuitori.

## Istoric
Localitatea Ožďany este atestată documentar din 1332.

## Demografie
| An:                | 1994 | 2004   | 2014   | 2024   |
| ------------------ | ---- | ------ | ------ | ------ |
| Număr de persoane: | 1516 | 1574   | 1641   | 1583   |
| Diferență:         |      | +3,82% | +4,25% | −3,53% |

| An:                | 2023 | 2024   |
| ------------------ | ---- | ------ |
| Număr de persoane: | 1590 | 1583   |
| Diferență:         |      | −0,44% |